# ACVR1C
ACVR1C (англ. Activin A receptor type 1C) – білок, який кодується однойменним геном, розташованим у людей на короткому плечі 2-ї хромосоми.  Довжина поліпептидного ланцюга білка становить 493 амінокислот, а молекулярна маса — 54 871.
| 10         |  | 20         |  | 30         |  | 40         |  | 50         |
| ---------- |  | ---------- |  | ---------- |  | ---------- |  | ---------- |
| MTRALCSALR |  | QALLLLAAAA |  | ELSPGLKCVC |  | LLCDSSNFTC |  | QTEGACWASV |
| MLTNGKEQVI |  | KSCVSLPELN |  | AQVFCHSSNN |  | VTKTECCFTD |  | FCNNITLHLP |
| TASPNAPKLG |  | PMELAIIITV |  | PVCLLSIAAM |  | LTVWACQGRQ |  | CSYRKKKRPN |
| VEEPLSECNL |  | VNAGKTLKDL |  | IYDVTASGSG |  | SGLPLLVQRT |  | IARTIVLQEI |
| VGKGRFGEVW |  | HGRWCGEDVA |  | VKIFSSRDER |  | SWFREAEIYQ |  | TVMLRHENIL |
| GFIAADNKDN |  | GTWTQLWLVS |  | EYHEQGSLYD |  | YLNRNIVTVA |  | GMIKLALSIA |
| SGLAHLHMEI |  | VGTQGKPAIA |  | HRDIKSKNIL |  | VKKCETCAIA |  | DLGLAVKHDS |
| ILNTIDIPQN |  | PKVGTKRYMA |  | PEMLDDTMNV |  | NIFESFKRAD |  | IYSVGLVYWE |
| IARRCSVGGI |  | VEEYQLPYYD |  | MVPSDPSIEE |  | MRKVVCDQKF |  | RPSIPNQWQS |
| CEALRVMGRI |  | MRECWYANGA |  | ARLTALRIKK |  | TISQLCVKED |  | CKA        |

A: Аланін

C: Цистеїн

D: Аспарагінова кислота

E: Глутамінова кислота

F: Фенілаланін

G: Гліцин

H: Гістидин

I: Ізолейцин

K: Лізин

L: Лейцин

M: Метіонін

N: Аспарагін

P: Пролін

Q: Глутамін

R: Аргінін

S: Серин

T: Треонін

V: Валін

W: Триптофан

Кодований геном білок за функціями належить до трансфераз, кіназ, серин/треонінових протеїнкіназ, рецепторів. 
Задіяний у таких біологічних процесах як апоптоз, поліморфізм, альтернативний сплайсинг. 
Білок має сайт для зв'язування з АТФ, нуклеотидами, іонами металів, іоном магнію, іоном марганцю. 
Локалізований у мембрані.